# Yerndjatap
Yerndjatap (in armeno Երնջատափ?, conosciuto anche come Yernjatap o Ernjatap, fino al 1949 Karabulag o Ghrabulagh) è un comune dell'Armenia di 490 abitanti (2001) della provincia di Aragatsotn.